# 터빈 발전기

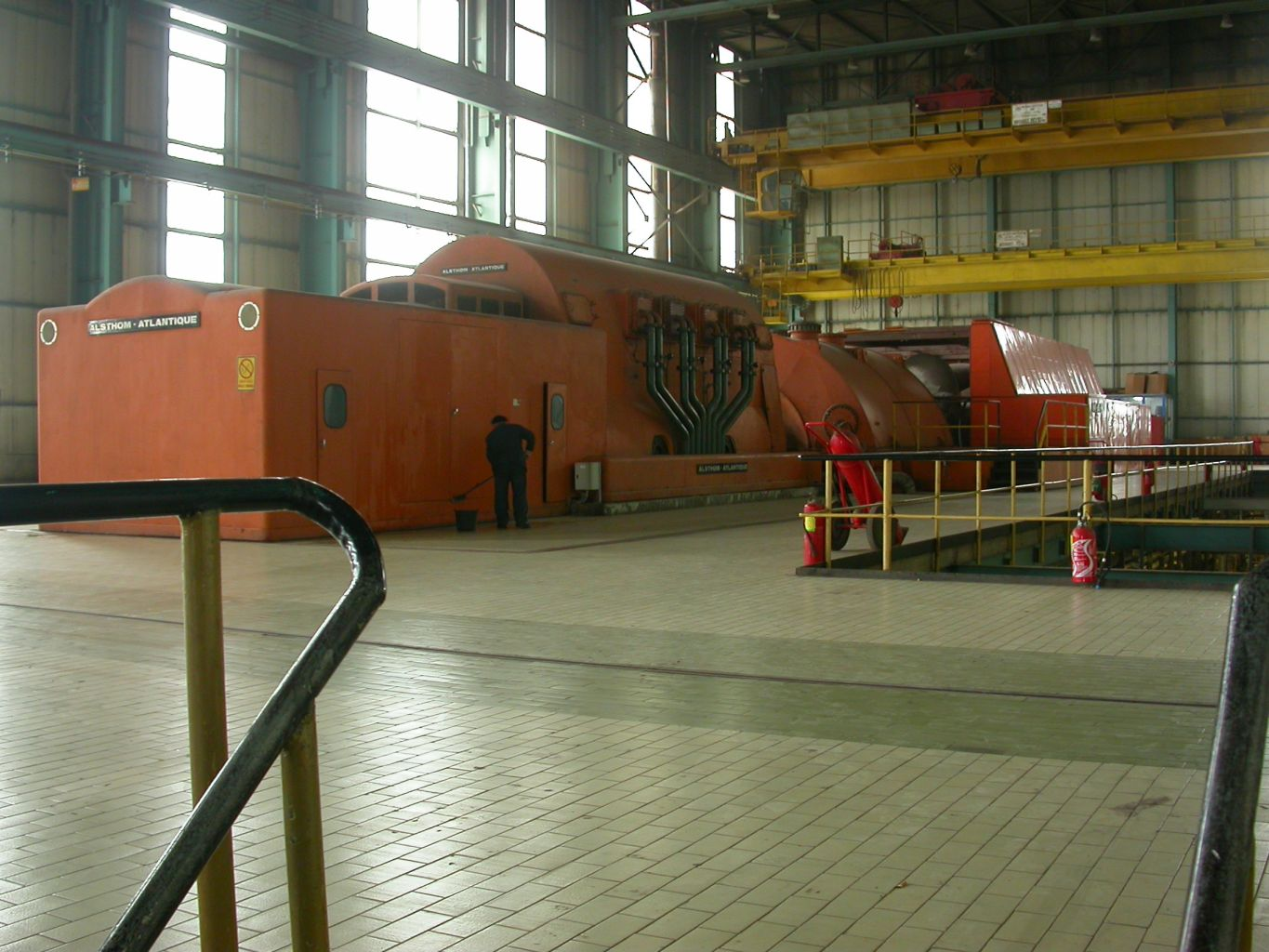
터빈 발전기

터빈 발전기(영어: Turbine Generator)는 직접적인 전력발전을 목적으로 발전기에 연결된 터빈의 조합이다. 대형 증기 터빈 발전기는 세계에서 대부분의 전기를 공급하고 또한 증기 터빈 전기동차 선박으로 사용된다.
더 작은 터빈 발전기는 종종 가스 터빈과 함께 보조 동력 장치로 사용된다.

## 역사
최초의 터빈 발전기는 발전기를 추진한 수차였다. 최초의 헝가리 수차는 1866년에 간즈 작품의 기술자가 설계했다. 발전기가 있는 산업 규모의 생산은 1883년에 시작되었다.
터빈 발전기는 1903년에 헝가리의 기술자 블라티 오토가 발명했다. 불행히도, 파슨스는 이미 1887년에 발전기를 사용하는 직류 증기 터빈 발전기를 시연했으며 1901년에 독일의 에베르펠트 공장에 초대형 산업용 교류 터빈 발전기를 메가와트 전력으로 공급했다.
터빈 발전기는 코치 조명 및 난방 시스템의 전원으로서 증기 기관차에 사용되었다.

## 같이 보기
- 터보차저

## 참조
1. ↑  “터빈 발전기 - A continuous engineering challenge” (PDF). 2010년 8월 21일에 원본 문서 (PDF)에서 보존된 문서. 2017년 2월 25일에 확인함.